# Meireki-Großbrand

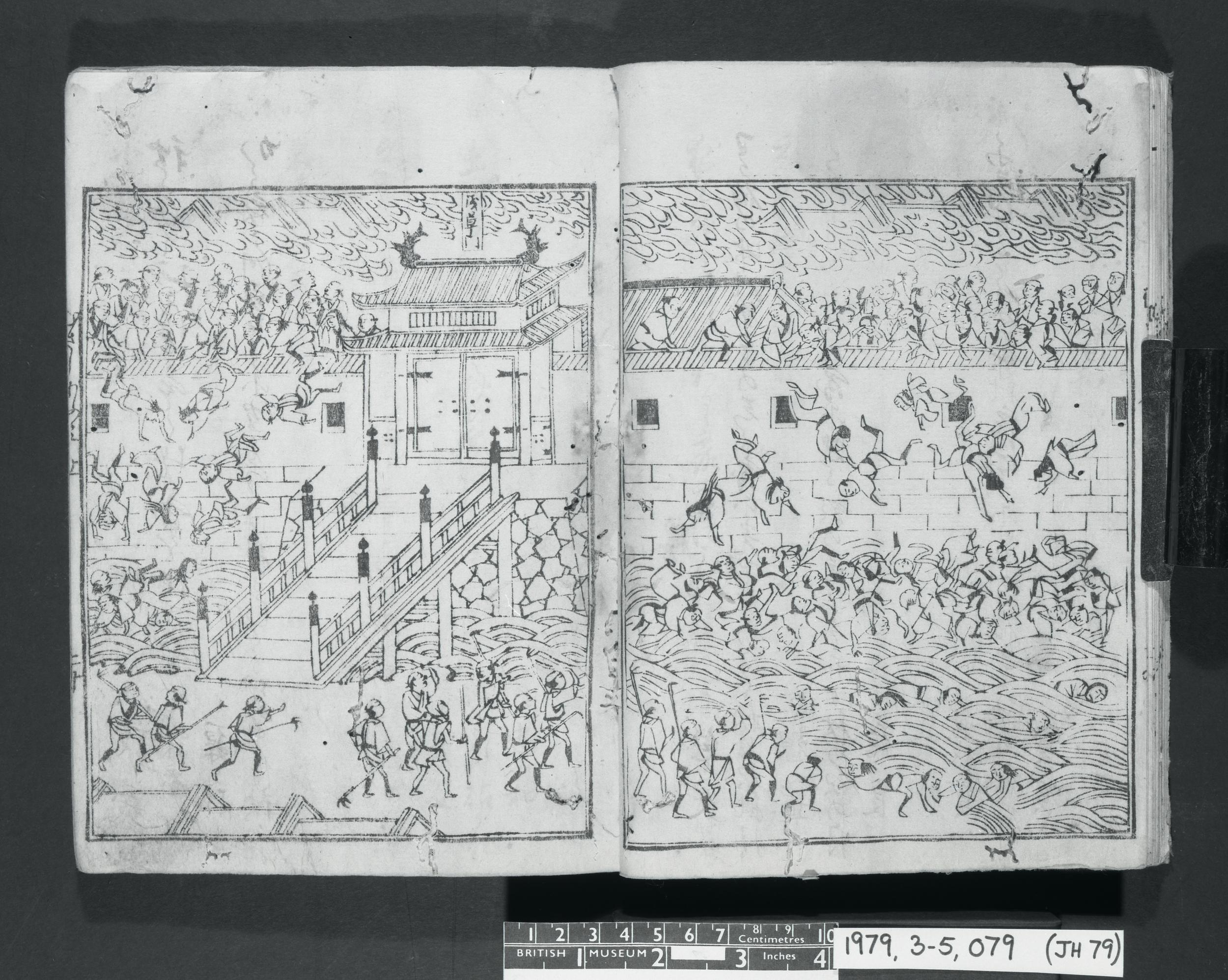
Flucht über die Mauern

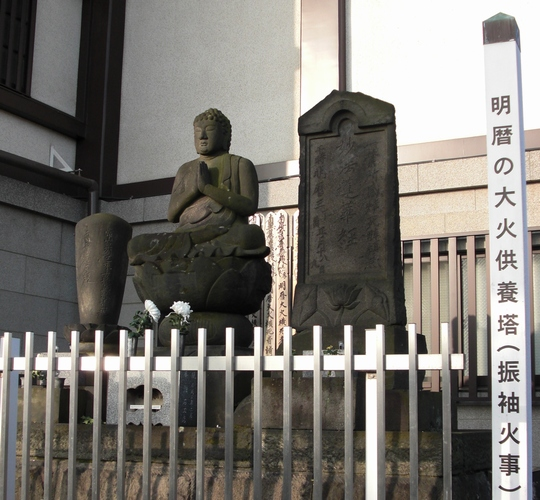
Erinnerung an den Meireki-Großbrand

Der Meireki-Großbrand (japanisch 明歴大火, Meireki taika, auch 振袖火事, Furisode kaji) brach nach dem japanischen Kalender am 18. Tag des 1. Monats im Jahr Meireki 3, nach westlicher Zählung am 2. März 1657 aus und dauerte drei Tage, bis er unter Kontrolle war. Der Brand verwüstete die Stadt Edo, das heutige Tokio, weitgehend und ist neben dem Meiwa-Großbrand (明和の大火, Meiwa no taika) von 1772 und dem Bunsei-Großbrand (文政の大火, bunsei no taika) von 1806 als einer der Drei Großbrände Edos (江戸の三大火, Edo no san-taika) in die Geschichte eingegangen.

## Verlauf

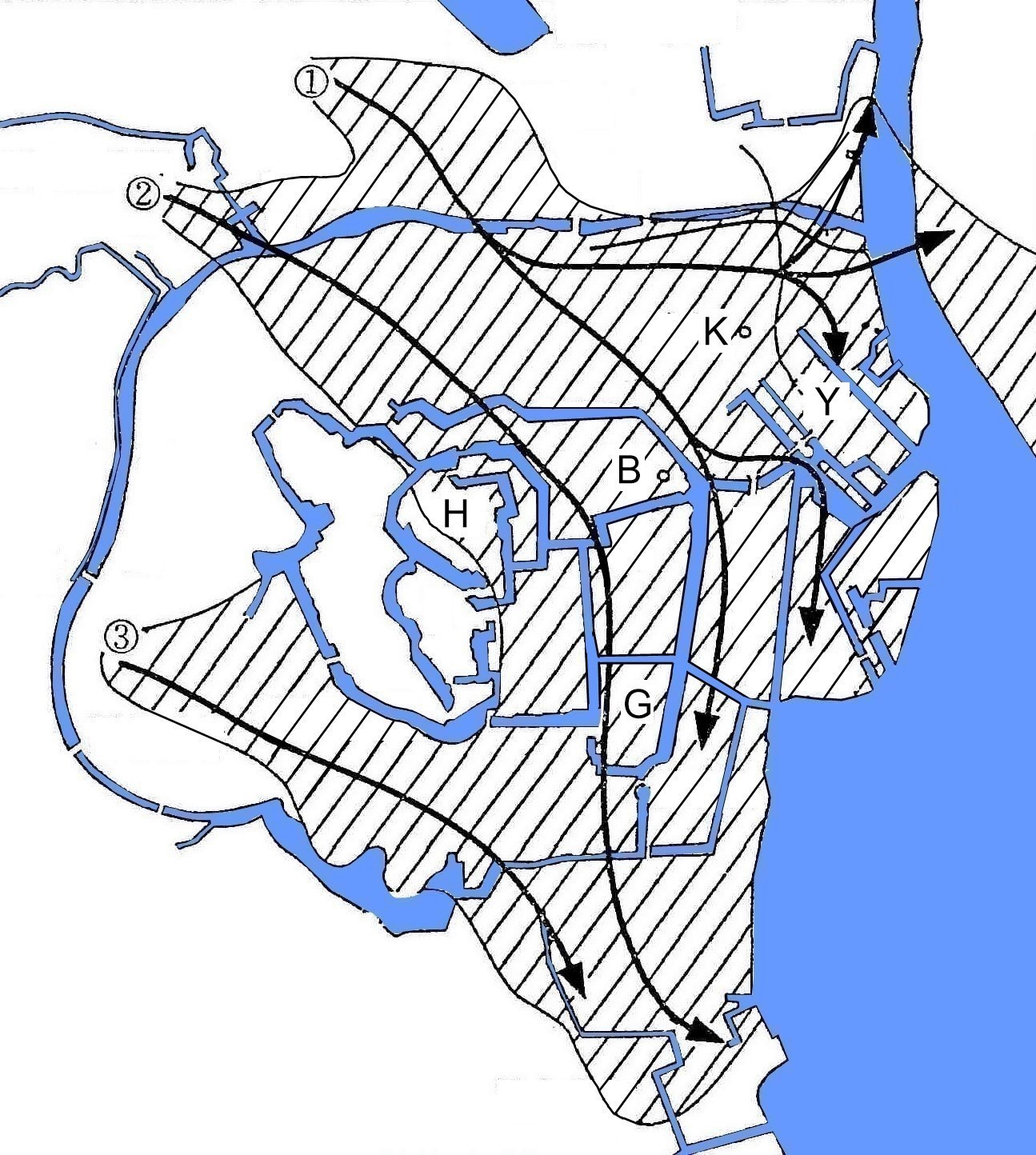
① Hommyō-ji, ② Dentsū-in, ③ Yotsuya-mitsuke, G: Ginza

Der Überlieferung nach soll sich ein junges Mädchen – Yaoya Oshichi (八百屋お七) – in einen jungen Mönch des Honmyō-Tempels (本妙寺, Honmyō-ji) verliebt haben, den sie aber nicht wiedertreffen konnte. Als sie dann aus Kummer starb, wurde sie im genannten Tempel bestattet. Ihr langärmeliger Kimono, also ein Furisode (振袖), wurde dabei jedoch nicht wie üblich mit verbrannt, sondern weiterverkauft. Der Kimono wurde dann noch zweimal erworben, und zwei weitere Mal erkrankte die junge Trägerin und starb.
Dann trafen sich die drei Familien zufällig bei einer Gedächtnisfeier Anfang 1657 und erfuhren so von dem gemeinsamen Schicksal. Sie beschlossen nun, den Kimono sofort zu verbrennen. Als sie dann das Kleidungsstück ins Feuer warfen, ergriff plötzlich ein Windstoß den brennenden Kimono, der in der Luft tanzte und das nahe Hauptgebäude des Tempels in Flammen setzte. Schließlich geriet der ganze Tempel in Brand, der in dieser Jahreszeit vorherrschende Nordwestwind trieb das Feuer in die Stadt und verwüstete einen großen Teil.
An den folgenden beiden Tagen brachen weitere Feuer aus, einmal am Tempel Dentsū-in (伝通院), dann in der Gegend von Yotsuya-mitsuke (四谷見附), und setzten so drei Viertel der Innenstadt in Brand. Dabei wurden die am dichtesten bevölkerten Stadtteile besonders betroffen. So versuchten im Stadtteil Asakusa die Menschen, sich über den Sumida-Fluss in Sicherheit zu bringen, aber wegen des nahen Gefängnisses war das Asakusa-Tor fest verschlossen. Sie kletterten schließlich über die hohen Mauern, fielen übereinander und starben. An dieser Stelle alleine sollen 23.000 Menschen umgekommen sein.
Nicht nur ein Großteil der einfachen Bürger verlor sein Hab und Gut, es gingen auch 160 Daimyō-Residenzen, 770 Samurai-Residenzen sowie 350 Tempel und Schreine in Brand auf. Auch die Burg der Tokugawa wurde von den Flammen erreicht und brannte weitgehend ab. Außer der Asakusa-Brücke (浅草橋, Asakusa-bashi) und der Ikkoku-Brücke (一石橋, Ikkoku-bashi) gingen mehr als 60 Brücken verloren. Auch von den eigens gegen Brände errichteten mehr als 9000 festen Speichern (土蔵, dozō) blieb nur ein Zehntel übrig. Die Zahl der Toten wird auf über 100.000 geschätzt.
Als Einzelschicksal ist das von Hayashi Razan besonders bekannt: Der Gelehrte floh mit einem Buch in der Hand aus seiner brennenden Schule in Ueno nach Hause, wo der wertvollste Teil seiner Büchersammlung in einem mit Kupferblech gedeckten Speicher untergebracht war. Geschockt, als er sah, dass dieser trotzdem abgebrannt war, starb er wenige Tage später. Die Mutter von Arai Hakuseki soll, hochschwanger, sich aus einer brennenden Residenz gerettet und in einer anderen Unterschlupf gefunden haben. So erhielt Hakuseki den Beinamen „Feuerkind“ (火の児, Hi no ko).

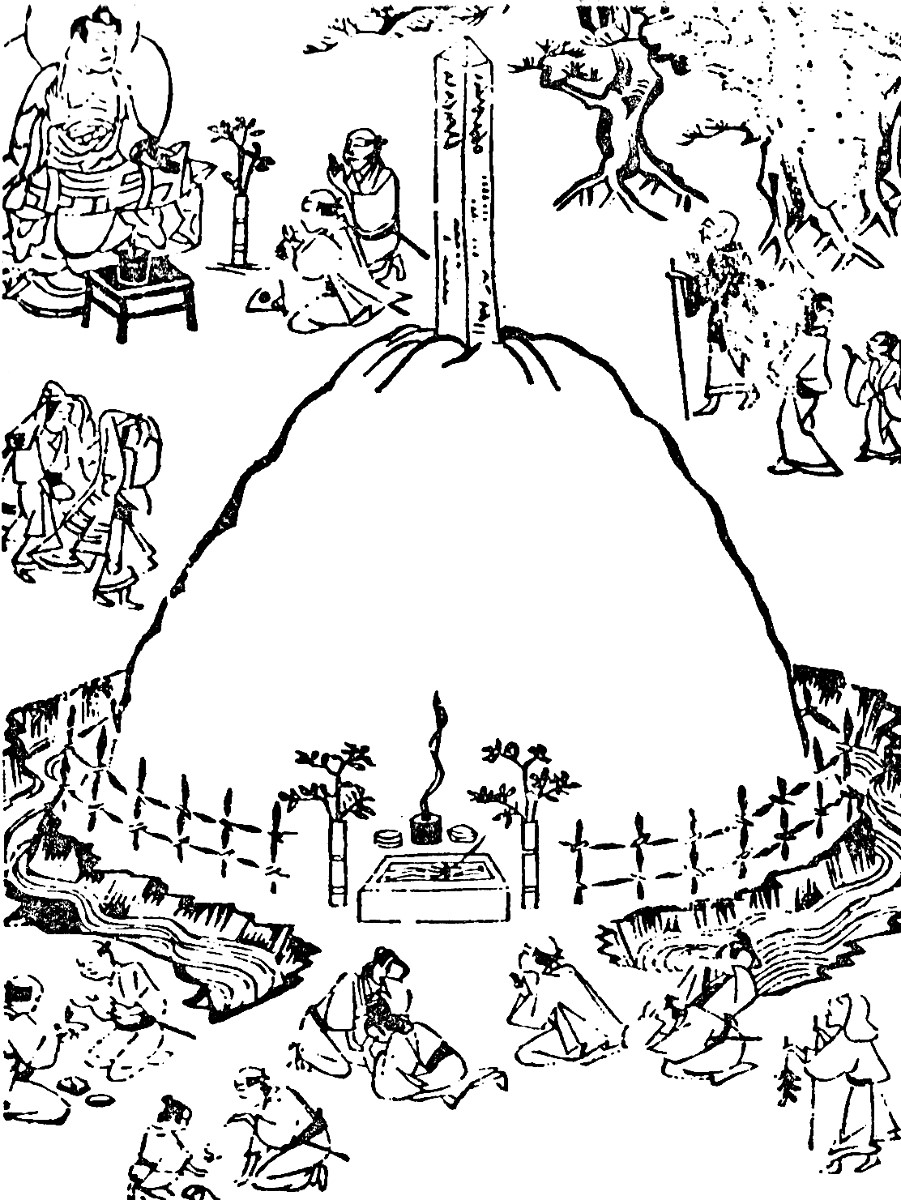
Begräbnishügel im Ekō-in

In den folgenden Tagen wurden die Leichen auf der östlichen Seite des Sumida-Flusses in einem für sie errichteten Tempel Ekō-in (回向院) zusammengetragen und beerdigt, wobei über dem Leichenberg ein Erdhügel errichtet wurde.

## Folgemaßnahmen
Es gab zwar wegen der häufigen Brände bereits seit 1649 eine Berufsfeuerwehr, aber nun erfolgte auch eine Verbesserung der Stadtstruktur Edos. In den Bürgervierteln wurde die Bebauungsdichte verringert, die Residenzen der drei Tokugawa-Nebenlinien (Gosanke) wurden auf Grundstücke außerhalb des Äußeren Grabens (外堀, Sotobori) verlegt. Die Größeren Daimyō legten Nebenresidenzen neben der Hauptresidenz (上屋敷, kamiyashiki) im Stadtinneren weiter draußen (中屋敷, nakayashiki) und dazu noch Unterresidenzen (下屋敷, shimoyashiki) an, in die man sich bei einem Brand zurückziehen konnte. Das im Stadtteil Yoshiwara befindliche Freudenviertel gleichen Namens ("Y" im Stadtplan) wurde unter dem Namen Neu-Yoshiwara (新吉原, Shin-Yoshiwara) an den Stadtrand im Norden verlegt.
Die Tokugawa verzichteten auf einen Wiederaufbau des beim Brand verloren gegangenen riesigen Burgturms (天守, tenshu). Die Daimyō wurden angehalten, ihre Residenzen bescheidener wieder aufzubauen.